# ۳-آمینوفنول
۳-آمینوفنول (به انگلیسی: 3-Aminophenol) با فرمول شیمیایی C۶H۷NO یک ترکیب شیمیایی با شناسه پاب‌کم ۱۱۵۶۸ است. که جرم مولی آن ۱۰۹٫۱۳ g/mol می‌باشد. 